# Івано-Франкове
Іва́но-Франко́ве (до 1946 року Янів) — селище Яворівського району Львівської області України, на південному заході Розточчя. Назване на честь Івана Франка.
Розташоване за 22 км на захід від Львова.

## Історія
Колись на місці Янова було село Деревач, потім його назва змінилася на Залісся, ця назва згадується в документах від 1370 року. Документи зберегли і дату утворення Янівського ставу, який відіграв не останню роль у пізніші часи. 1407 року король Володислав II Ягайло видав Васькові Мошенцю право на вилов риби поблизу села Мальчиці, за що Васько мав своїм коштом влаштувати у Заліссі став та запустити туди рибу. Відомо також, що 1428 року Мошенець фундував у Заліссі костел.
1611 року король Польщі Сигізмунд III Ваза грамотою дозволив шляхтичу Янові Световському (Свошовському) гербу Абданк — писарю руських земель (чи львівському земському писарю, державцю села Залісся) — за його бойові заслуги заснувати місто. 15 листопада того ж року місто отримало від короля Магдебурзьке право. Мечислав Орлович вказує датою заснування міста 1644 рік.
Ульріх фон Вердум писав у своєму щоденнику від 3 грудня 1670 р.: «Янів колись був гарним містечком, але татари дощенту його спустошили. Є тут 10 чи 12 поганих хат і 3 дерев'яних костелики знову тут відбудовані. Місто знаходиться над озером, яке разом з іншими озерами староства дає в рік 1200 талерів приходу».
1673 року під час підготовки до походу проти турків і татар для звільнення Бучача, Кам'янця-Подільського, Хотина під Яновом розташовувався табір коронного війська.
За часів Королівства Польського місто було центром Янівського негродового староства, до якого входили 11 навколишніх сіл, зокрема, Залісся, Поріччя, Страдч, Ставки, Бірки, Тична (нова осада), Сухолісся, Великополе, Карачинів, Вороців.
У 1867—1940 роках Янів входив до Городецького повіту. З 1895 року відкрито залізничний рух зі Львова.
1 квітня 1929 року село Залісся було приєднане до міста Янова.
27 березня 1934 року Янів поновив статус міста.
У 1940–1941 та 1944–1962 роках було центром Янівського (Івано-Франківського) району.
В 1998 році було завершено будівництво монументального храму Святого Рівноапостолого князя Володимира, що став головною домінантою селища. Проект споруди розробив відомий львівський архітектор Роман Сивенький. З того часу вона служить потребам православної громади Івано-Франкового, нині ПЦУ.

## Населення

### Мова
Розподіл населення за рідною мовою за даними перепису 2001 року:
| Мова            | Кількість | Відсоток |
| --------------- | --------- | -------- |
| українська      | 5732      | 98.77%   |
| російська       | 60        | 1.03%    |
| польська        | 8         | 0.14%    |
| білоруська      | 1         | 0.02%    |
| румунська       | 1         | 0.02%    |
| інші/не вказали | 1         | 0.02%    |
| Усього          | 5803      | 100%     |

## Архітектурні пам'ятки
- Костел був фундований 1614 року Яном Свошовським та його другою[8] дружиною Ельжбетою Жечицькою.
- У місті було три синагоги (дві дерев'яні згоріли, мурована використовувалася як кінотеатр).

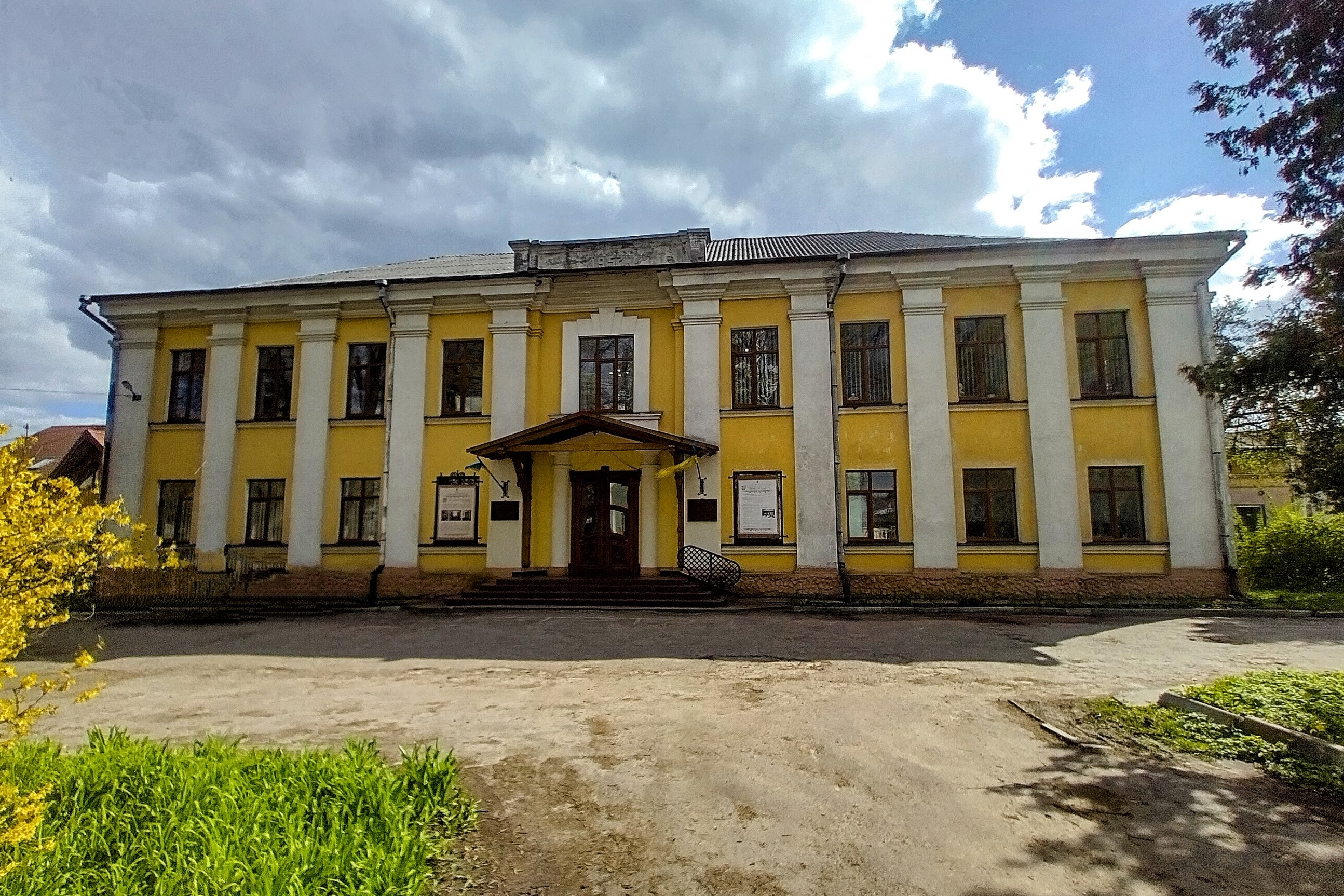
Музей художніх ремесел Яворівщини
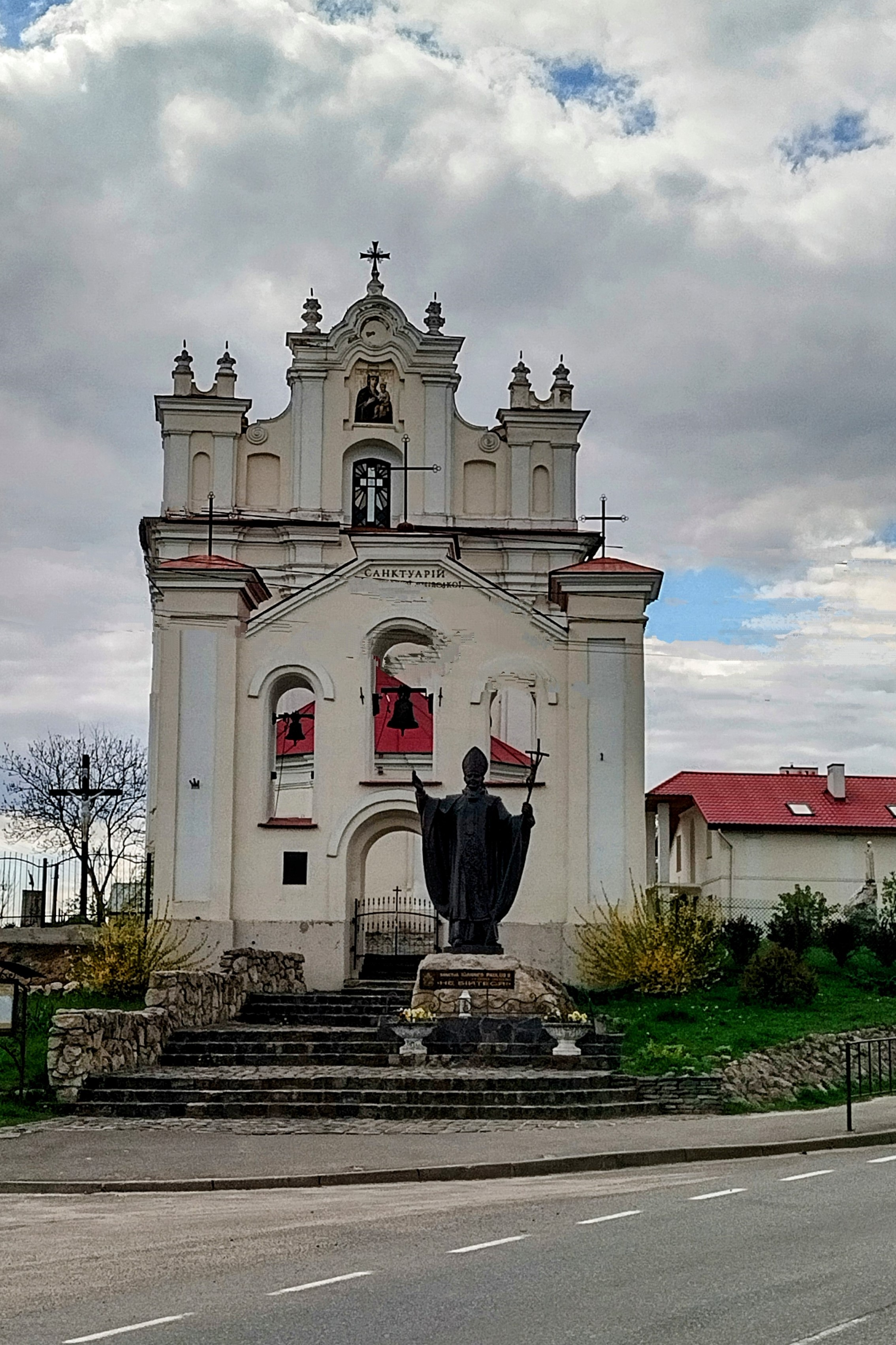
Костел Святої Трійці
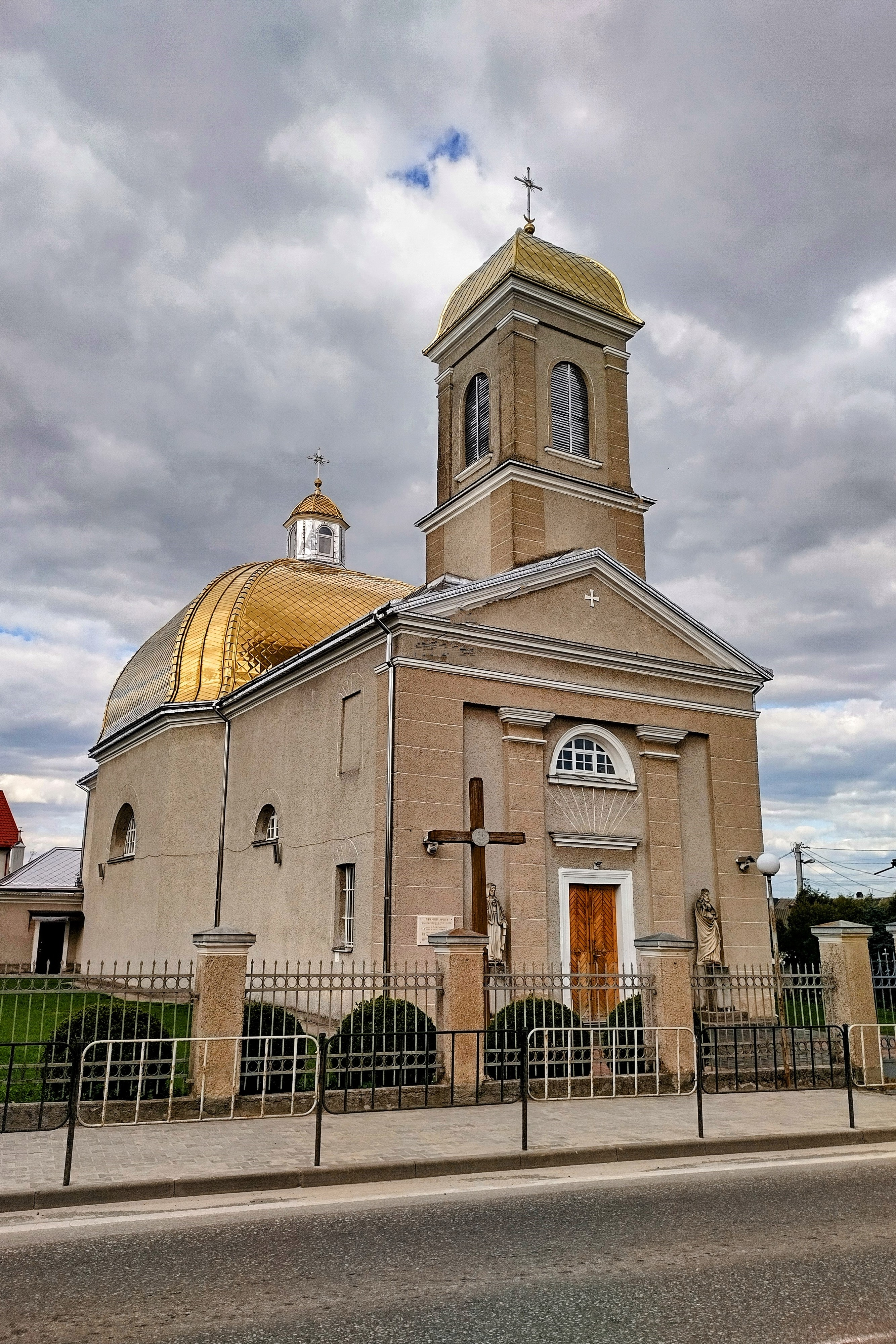
Церква Вознесіння Господнього
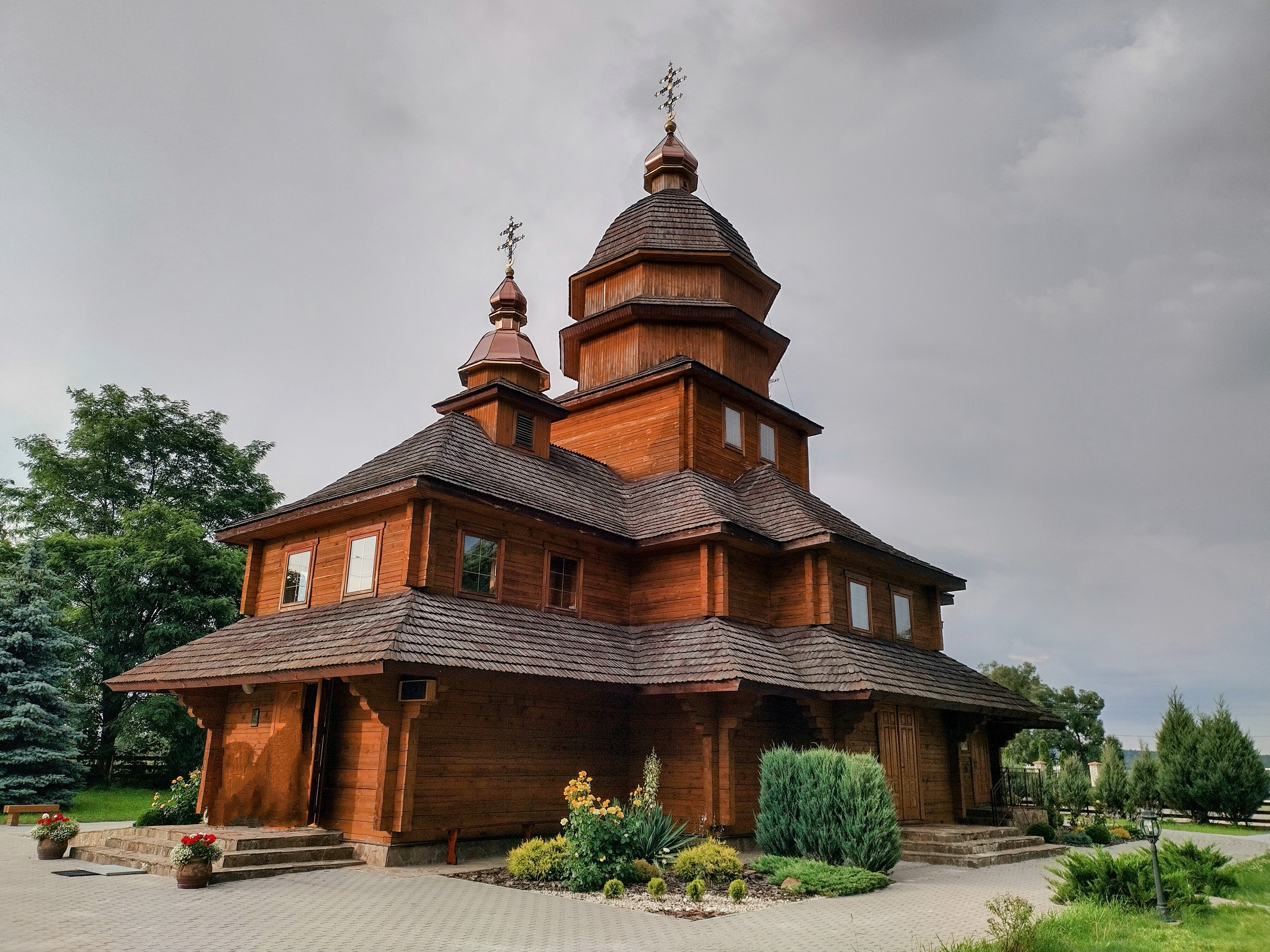
Церква Зіслання Святого Духа

## Освіта
Діє Художнє професійно-технічне училище № 14.

## Культура
У селищі розташований Музей природи Розточчя.

### Військовий меморіал
- Меморіал Першої світової війни | Городоцька битва | Івано-Франкове | Військові некрополі України

## Відомі люди

### Народилися
- Майєр Айдельгайт — математик, 1943 року замордований нацистами.
- Гаврилюк Лариса Олексіївна (нар. 1953) — український історик, дослідниця історії науки і техніки, краєзнавець.
- Зенон Когут — український вчений у Канаді, директор Канадського інституту українських студій[9]
- Мациєвська Тетяна Володимирівна (2001—2022) — сержант (посмертно) Збройних сил України, учасниця російсько-української війни.
- Неборак Віктор Володимирович (нар. 1961) — український поет, прозаїк, літературознавець, перекладач, есеїст.
- Сафроненко Юрій Юрійович (1979—2022) — український військовик, старший сержант Збройних Сил України, учасник російсько-української війни.
- Сойка Богдан-Борис Петрович (1938—2018) — український художник.

### Пов'язані з містечком
- о. Коновалець Орест Михайлович (1854-18.5.1931, Страдч) — стрийко провідника ОУН Євгена Коновальця, парох у Страдчі, виконував обов'язки пароха у Янові (1924-31)[10]
- Бабійчук Іван Антонович — майстер художньої деревообробки, різьбяр, художник, заслужений майстер народної творчості України, працює в художньому училищі.
- Іван Ковалишин — війт Великої Вишеньки, обраний 1866 року послом до Галицького сойму (від IV курії, округ Городок — Янів) після о. Лева Трещаківського[11].
- Констанція княжна Чорторийська (бл. 1696—27.10.1759[12]) — дружина Станіслава Цьолека, мати короля Станіслава Августа Понятовського, померла у Мальчицях, була похована в костелі Янова.[13]
- Свєшніков Ігор Кирилович (1915—1995) — археолог, доктор історичних наук, дослідник поля Берестецької битви 1651 року та літописного Звенигорода. Похований у селищі.

### Янівські старости
- Геронім Оссолінський (пом. 1650) — жидачівський староста, дружина — Єфросина Чурило[14].
- Зигмунт Фредро — з 1650 року, стольник і кашт. сяноцький.[15].
- Станіслав Кароль Яблоновський (пом. 1702) — староста богуславський, солотвинський, блонський, зять Фелікса Казімежа Потоцького[16].
- Ян Клеменс Браницький (1689—1771) — польський шляхтич, воєначальник, державний діяч Речі Посполитої. Меценат.

## Галерея

Пам'ятники
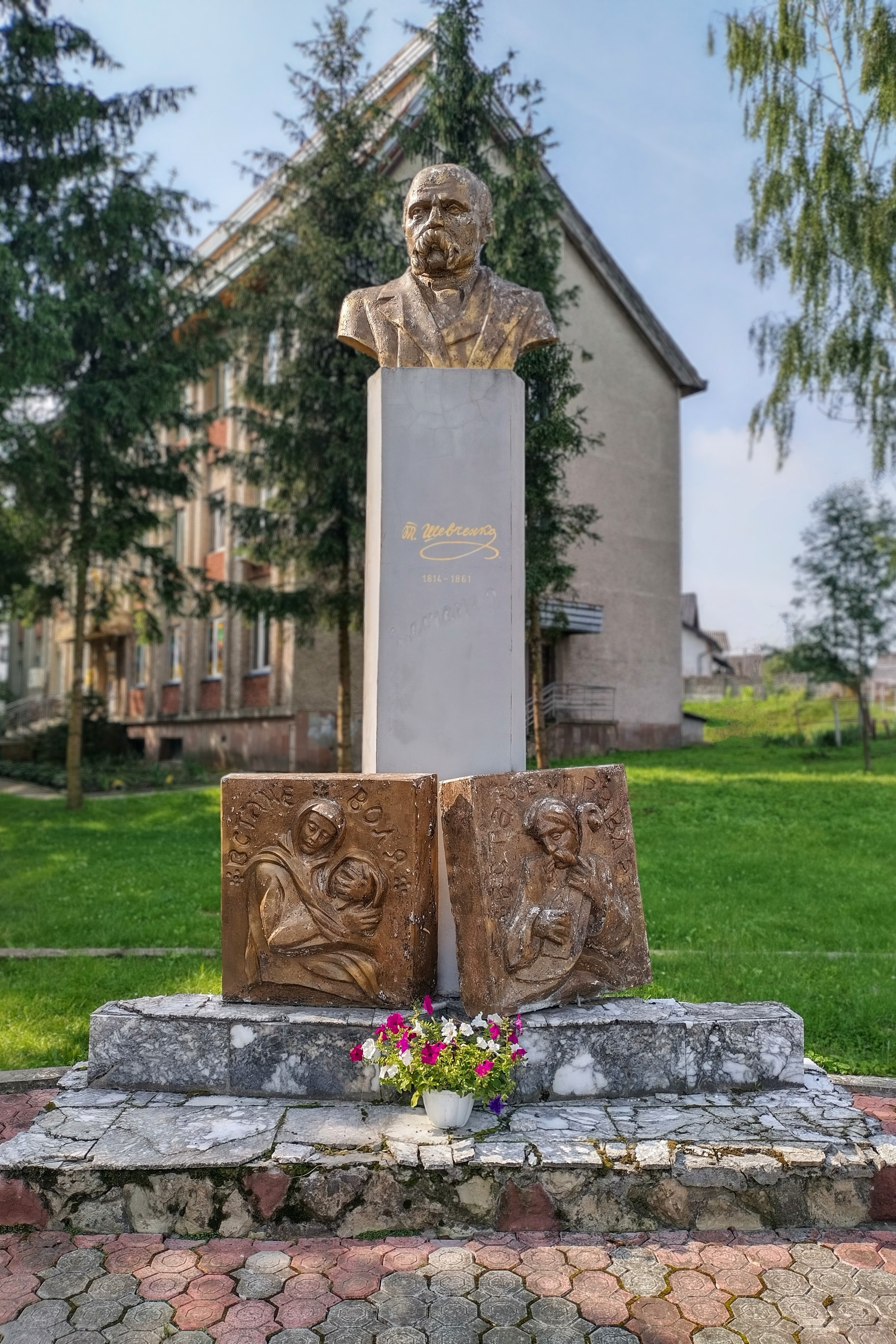
Погруддя Тарасу Шевченку
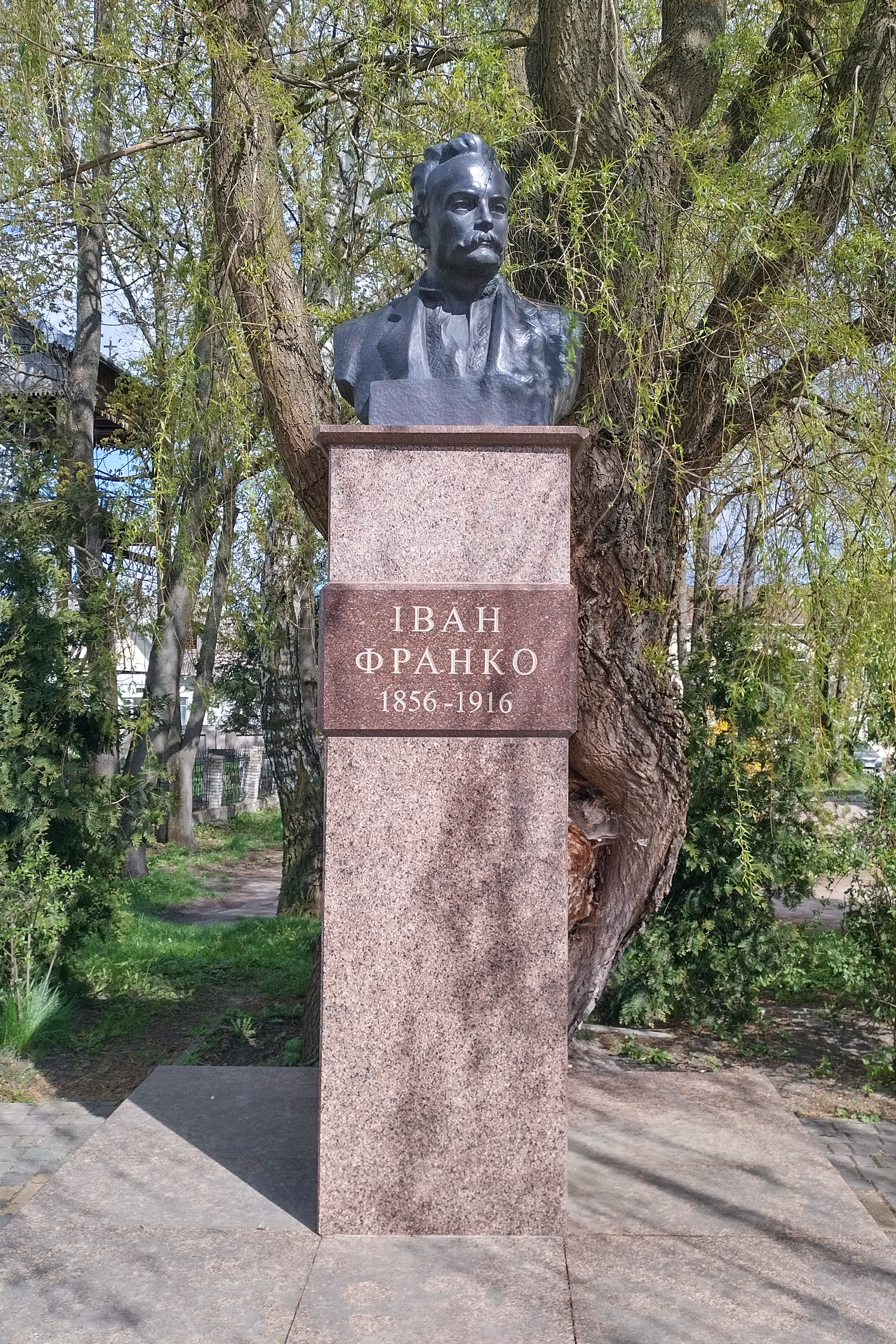
Погруддя Івану Франку
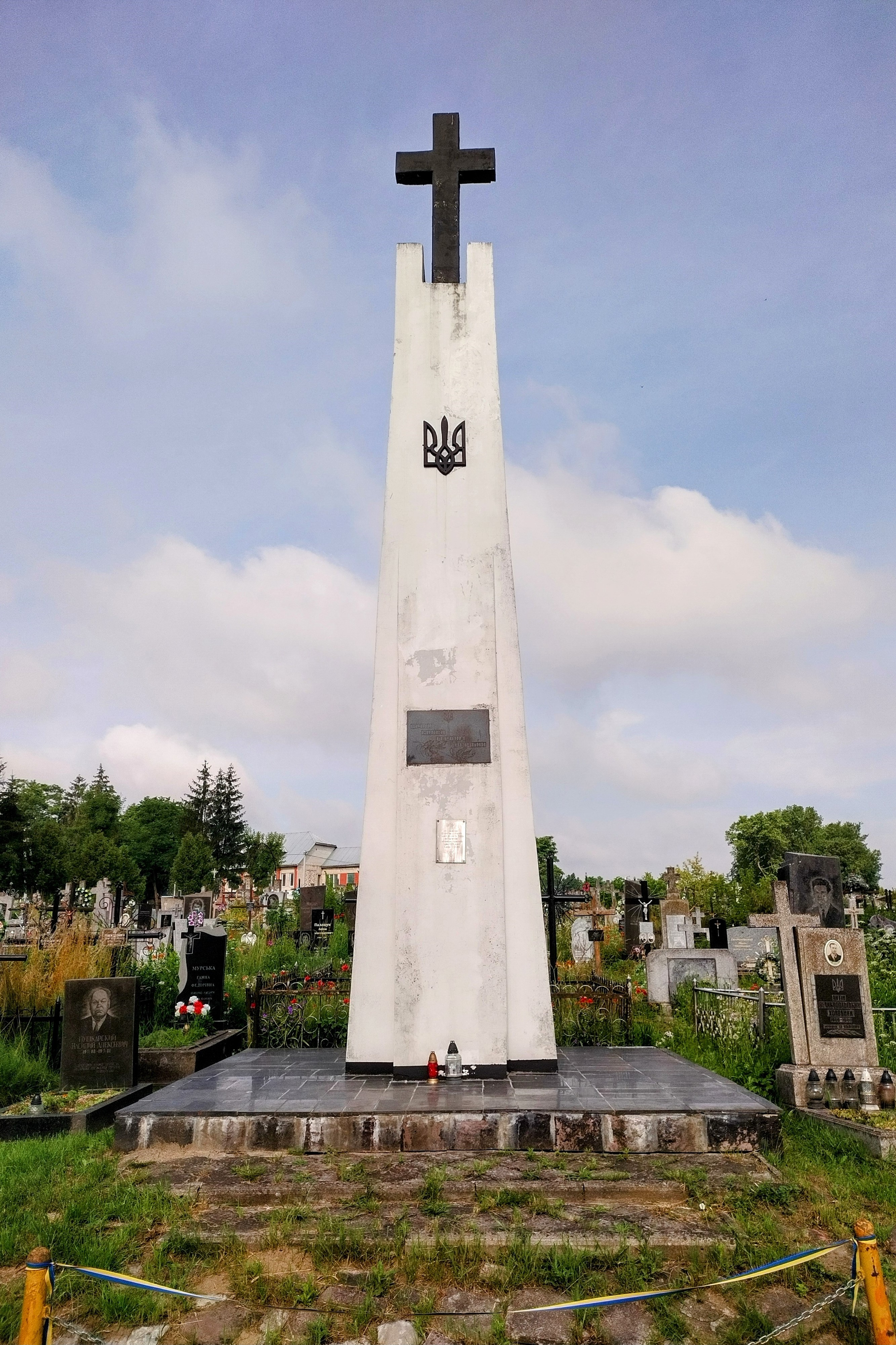
Пам'ятник Січовим стрільцям
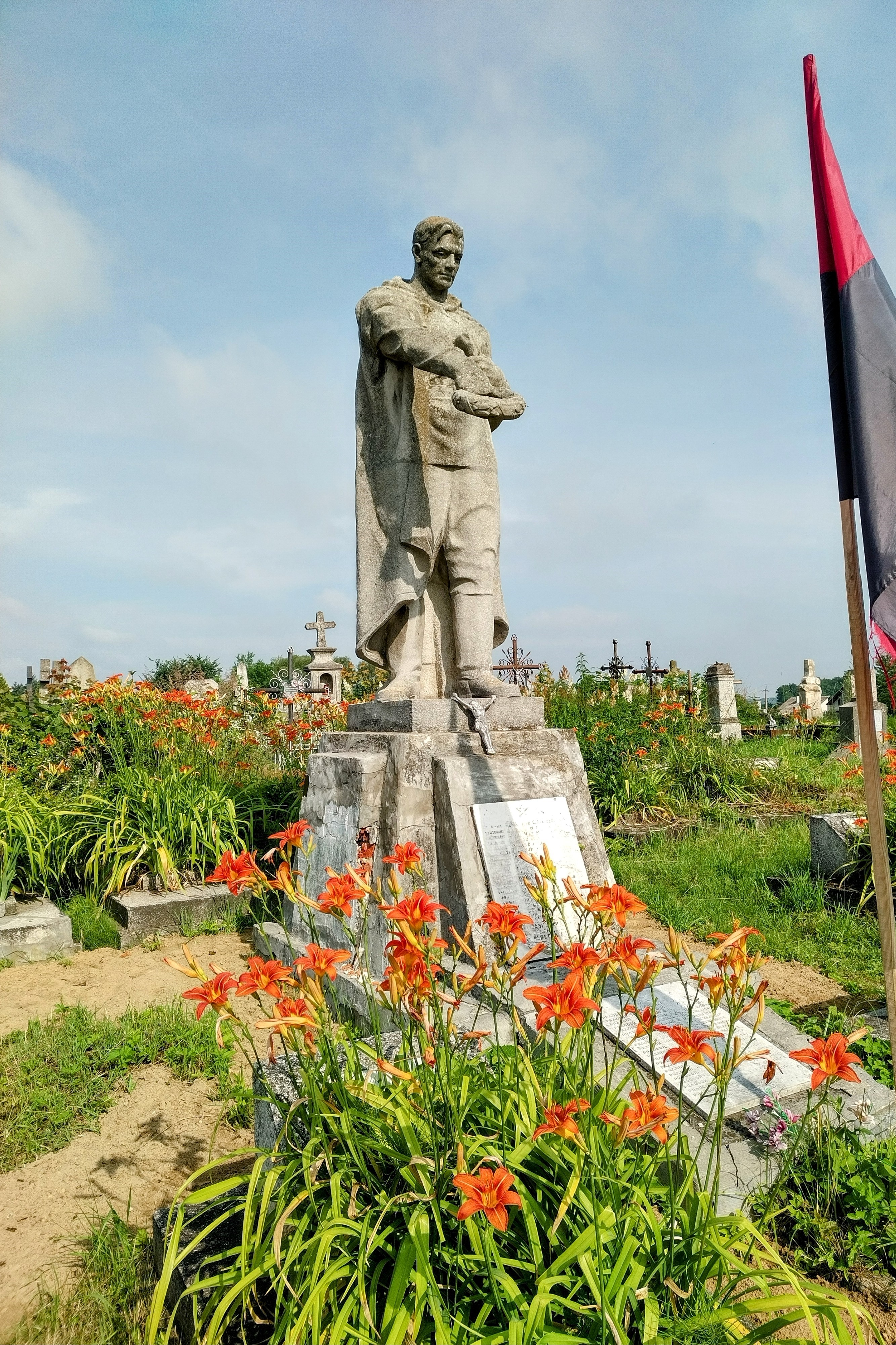
Військовий меморіал
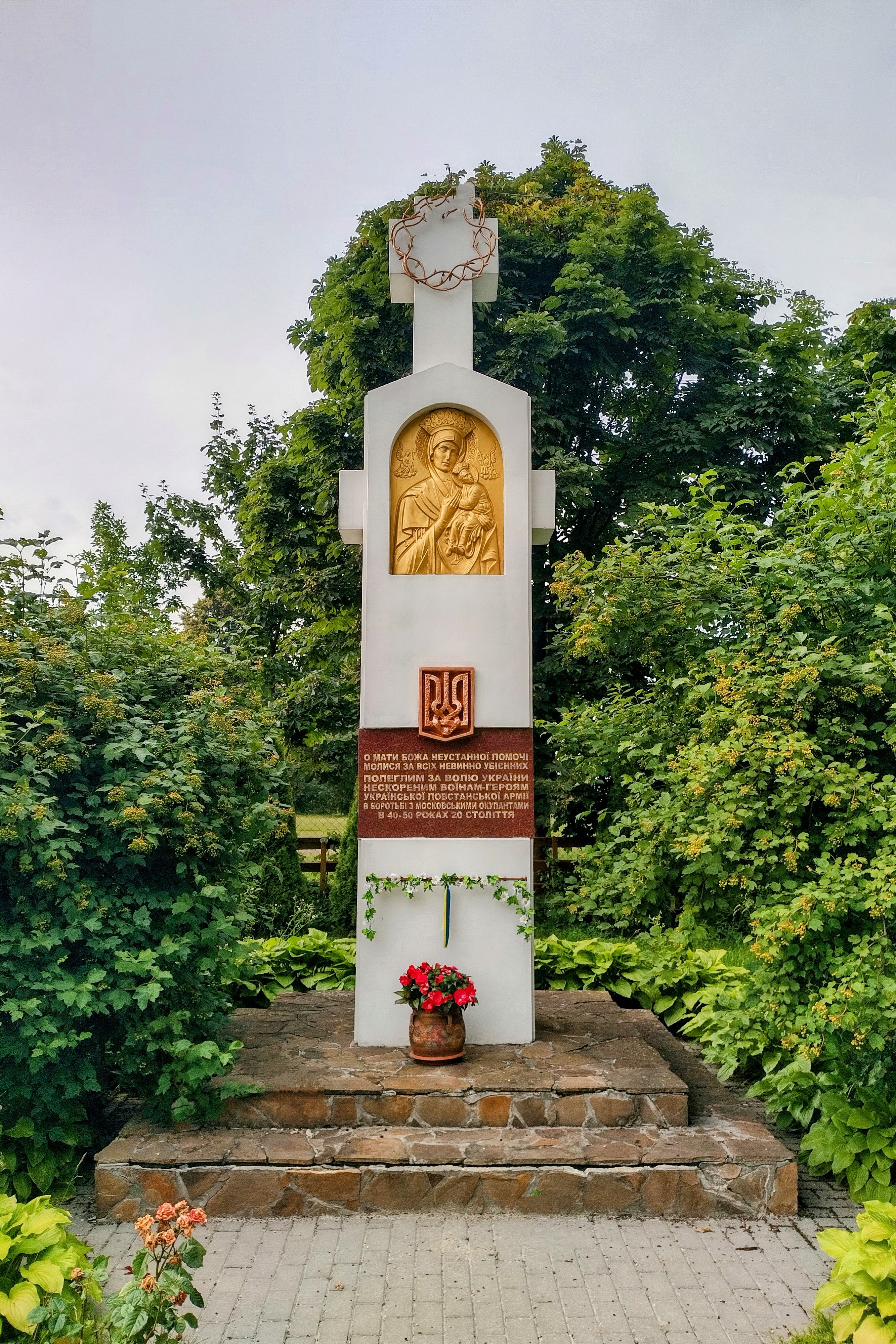
Меморіал «Борцям за волю України»
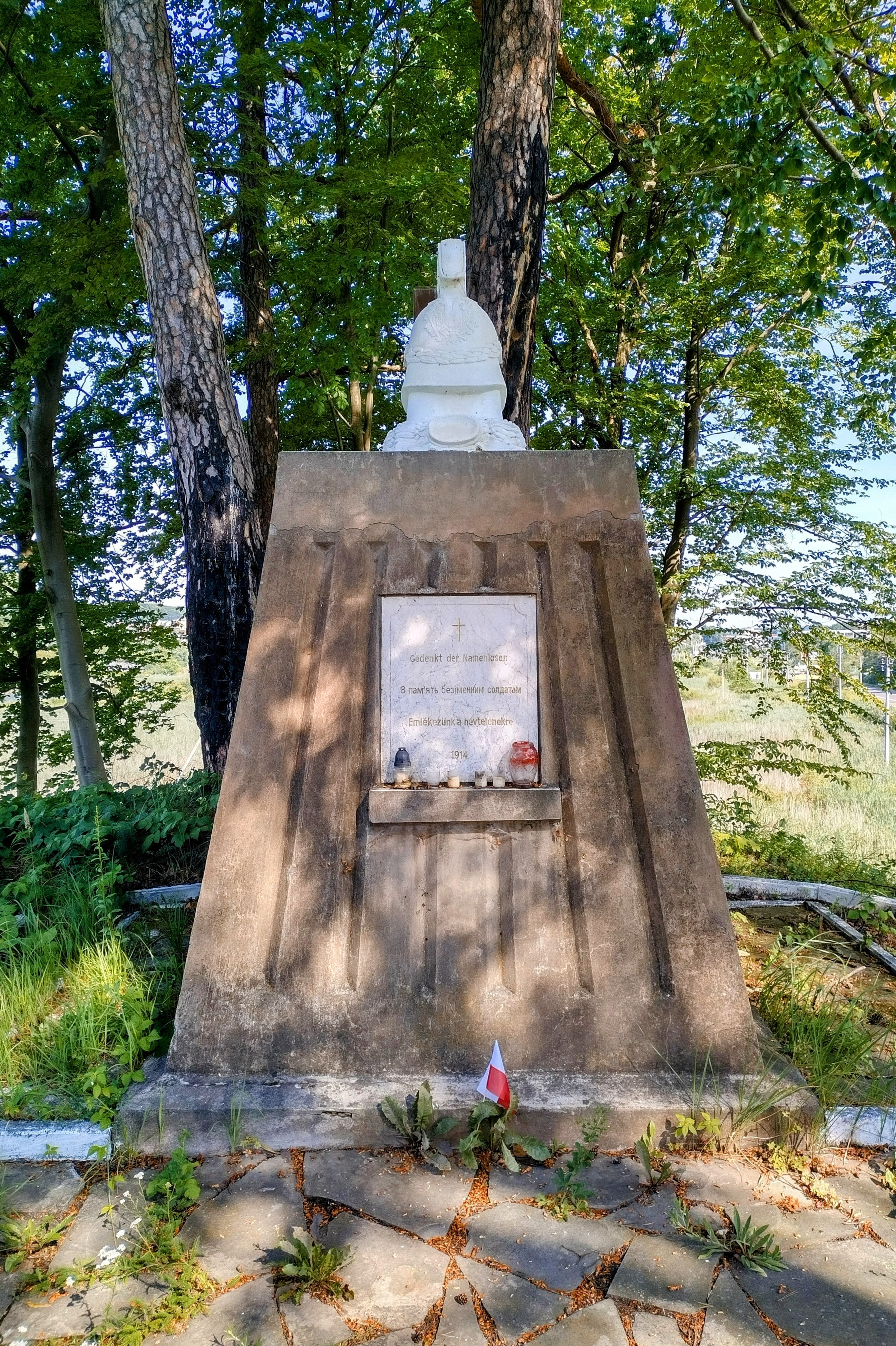
Меморіал на австрійському військовому цвинтарі